# Puerto Princesa Subterranean River National Park
Puerto Princesa Subterranean River National Park är en filippinsk nationalpark på ön Palawan grundad 1971, som upptogs på Unescos världsarvslista 1999. Parken består framförallt av en 8,2 km lång underjordisk flod, men även av det regnskogsbevuxna karstlandskapet ovanför.
Den underjordiska floden mynnar direkt i havet, och man kan åka in med båt flera kilometer in i berget. Inne i underjorden lever nio arter av fladdermöss och två arter av svalor.
Parken ligger omkring 50 km från staden Puerto Princesa, på nordkusten tvärs över ön Palawan, intill byn Sabang.

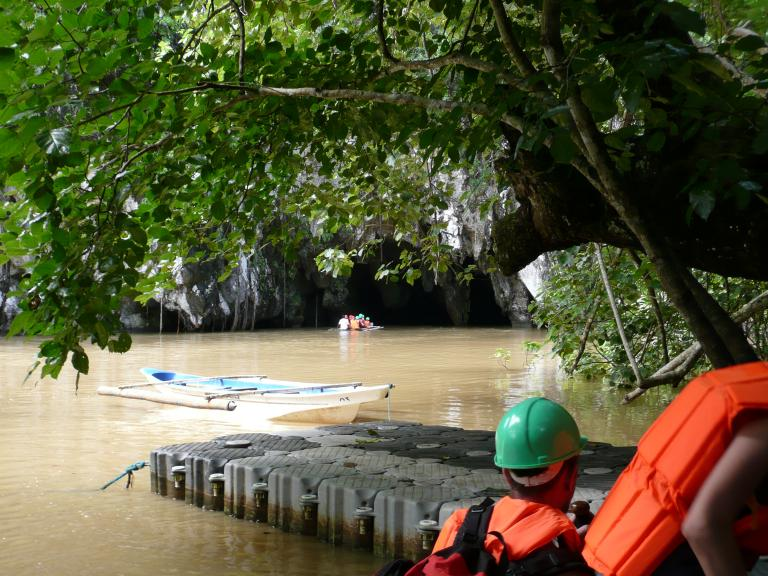
Den underjordiska flodens utlopp i havet